# Ruslan Borisovich Beslaneyev
Ruslan Borisovich Beslaneyev (tiếng Nga: Руслан Борисович Бесланеев; sinh ngày 18 tháng 6 năm 1982) là một cầu thủ bóng đá người Nga. Anh thi đấu cho F.K. Rotor-2 Volgograd.